# Jönssonligan går på djupet
Jönssonligan går på djupet är ett svenskt datorspel från 2000 i äventyrsgenren som handlar om Jönssonligan. Spelet är en uppföljare till Jönssonligan: Jakten på Mjölner, med till stor del samma team inblandade i produktionen. Spelet utvecklades och skrevs av Per Demervall.

## Handling
I spelet slår Jönssonligan först till sin kupp mot Wall-Enbergs Chipsfabrik, där de ska försöka stjäla ett kassaskåp som Wall-Enberg har gömt en stor summa svarta pengar, 2,3 miljoner kronor. Men kuppen misslyckas. Av någon ren händelse råkar Sickan höra, genom en luftkonditionering, Wall-Enberg som står utanför chipsfabriken och pratar i sin mobiltelefon om ett vrak som ligger sjunket i Stockholms Skärgård. I vraket ligger det en mycket värdefull guldbibel. Jönssonligan beslutar sig för att utföra den kuppen, och hämta upp både vraket och guldbibeln.

## Rollista
- Hans Wahlgren - Charles-Ingvar "Sickan" Jönsson
- Ulf Brunnberg - Vanheden
- Björn Gustafson - Dynamit-Harry
- Birgitta Andersson - Doris
- Per Grundén - Wall-Enberg
- Weiron Holmberg - Biffen

## Mottagande
Spelet fick ett positivt mottagande av kritiker. TT Spektra gav filmen ett positivt mottagande som tyckte att "Jönssonligan fungerar förvånansvärt bra som datorspel". Göteborgs-Posten gav filmen 4 av 5 medan Aftonbladet gav spelet 2 av 5.

## Produktion
Spelets manus var, tillsammans med föregångarna Jönssonligan: Jakten på Mjölner, ursprungligen tänkt att ges ut som seriealbum och producerades av IQ Media Nordic tillsammans med Per Demervall.